# Усыновление осиротевших корейских детей
Усыновление осиротевших корейских детей — процесс усыновления корейских детей-сирот странами Европы и США после окончания Корейской войны.

## Предыстория

### Немного цифр
К концу 1945 года, после завершения японского колониального правления в Корее, имелось всего 38 сиротских приютов, в которых содержались около 3000 детей. С началом Корейской войны количество этих учреждений выросло до 215, а число детей-сирот подскочило до 24945 человек. Спустя 5 лет после подписания перемирия, в результате разделения и распада семей количество детских приютов увеличилось до 482, а число детей-сирот, содержавшихся в них до 48594 человека.

### Причины возникновения
Корейская война явилась главной проблемой возникновения большой численности осиротевших корейских детей: гибель родителей, а также появление детей, отцами которых были американские военнослужащие. В 1950–53 годах более 1,3 млн американцев проходили военную службу в Корее, а после войны остался шестидесятитысячный контингент 8-й американской армии для защиты интересов США в Азиатско-Тихоокеанском регионе.
Большинство так называемых амер-азиатских («Amerasians») детей оставлялось матерями-кореянками в детских домах, так как традиционное предубеждение корейцев против внебрачных детей, к тому же полукровкам, не оставляло таким женщинам никаких перспектив в корейском обществе. В то же самое время, в Корее никогда не было традиций усыновления — слишком уж ценилось в ней кровное родство, а если и происходило усыновление, то выбор всегда падал исключительно на мальчиков. Количество таких детей, брошенных родителями, по окончании войны достигло 10 тыс. человек. В 1972 году Хэ Вон Мо на основе проделанных им расчетов предположил, что всего в период с 1950 по 1965 год от американских военнослужащих и женщин-кореянок было рождено 12280 детей, из которых половина стали приёмными детьми в семьях граждан США и европейских странах.

## История

### Начало процесса усыновления
Первый случай усыновления корейских детей состоялся в 1953 году при содействии церкви адвентистов седьмого дня. Но сама история массового усыновления корейских сирот началась в декабре 1954 года, именно тогда американский предприниматель Гарри Хольт и его жена Берта, увидев киножурнал, посвящённый корейским сиротам, которые потеряли родителей в годы Корейской войны, приняли решение взять на воспитание корейских детей. Хольт отправился в Корею — и вернулся оттуда с восемью малышами. Впоследствии в 1956 году Г. Хольт организовал программу адаптации корейских детей, а в 1970 году выросла самостоятельная организация, которая занимается вопросами адаптации корейских детей в американских семьях. «Детская служба Хольта» состоит ныне из 11 представительств, 2 субдочерних офисов и 2 центров.

### Продажа детей
Во второй половине XX века правительство Южной Кореи дало свободу частным агентствам по усыновлению. Это привело к тому, что такие агентства начали принуждать матерей-одиночек к отказу от детей или даже похищать новорожденных, чтобы продать их за границу, подделывая документы. Это помогало иностранцам усыновлять детей без ведома их биологических родителей. Многим женщинам приходилось отказываться от внебрачных детей, чтобы избежать стыда, и государство не проявляло интереса к судьбе этих детей.

## Итоги
На протяжении 1950—2000 годов примерно 140 тысяч корейских малышей (в основном девочек) нашли новую семью за рубежом. Около 100 тысяч из них оказались в США, а остальные 40 тысяч — в странах Западной Европы, Австралии и Канаде.